# Kugelhandgranate
Kugelhandgranate (букв. шарообразная ручная граната) — модель ручной осколочной гранаты немецкого производства, также известная как Mod. 1913.

## M1915 Kugelhandgranate NA
К 1915 году германская промышленность готовилась к длительной войне, и ресурсы уже были ограничены, что потребовало создания замены для Kugelhandgranate Mod. 1913. Была разработана значительно более простая в производстве Kugelhandgranate Mod. 1915, использование которой началось в 1915 году.

## Описание
Корпус гранаты был чугунным, толщиной 8 мм, сферической формы с внешними сегментами, рассчитанными на образование от 70 до 80 осколков. В сферический корпус вставлялась бронзовая палочка (она же воспламенитель). Начинка представляла собой смесь чёрного пороха, нитрата бария и перхлората калия и не требовала детонатора. Фрикционный воспламенитель состоял из бронзового корпуса с центральной камерой, заполненной черным порохом и снабженной 5-7-секундной задержкой, пороховой состав был увенчан грунтовочной проволокой из латуни с петлей на одном конце и зазубринами на другом. Зазубренная часть была покрыта смесью толчёного стекла, диоксида марганца и хлората калия.

## Способ использования
Для применения необходимо было в последний момент выдернуть фрикционную проволоку из запальника, запустив состав задержки. Для этого к запалу прикреплялся кусок кожи с защёлкой, потянув за которую можно было снять проволоку и бросить гранату. Человек средней физической подготовки мог метнуть такую гранату на расстояние около 16 метров.